# Jean Porrasse
Jean Porrasse né le 8 mai 1923 dans le 17ème arrondissement de Paris et mort le 1er mai 1995 à Deauville, est un impresario et directeur artistique de maisons de disques français.

## Biographie
Souvent orthographié Porasse, son nom s'écrit Porrasse.
Jean Porrasse est dans les années 1950 directeur artistique de Pathé-Marconi. Il développe la carrière de Gilbert Bécaud chez la Voix de son maître, l'un des labels de la maison de disques.
En 1963, il devient directeur artistique de Ricordi, filiale française de l'éditeur de disques italien Dischi Ricordi, et publie le premier disque d'Éric Charden.
Il est également imprésario de nombreuses vedettes de la chanson tels Jean-Jacques Debout ou Nino Ferrer, qui avait fait ses débuts dans l'orchestre de Nancy Holloway et dont Jean Porrasse s'occupe également.
Retiré du milieu du disque, il devient restaurateur aux côtés de son épouse Linda. Ils dirigent conjointement le célèbre restaurant le Cintra, situé Square Édouard-VII à Paris, avant d'ouvrir un autre restaurant, le Saratoga à Deauville et de s'y retirer.
Jean Porrasse est le père de la chanteuse, danseuse, chorégraphe et metteur en scène Guesch Patti.